# 土桥车辆段

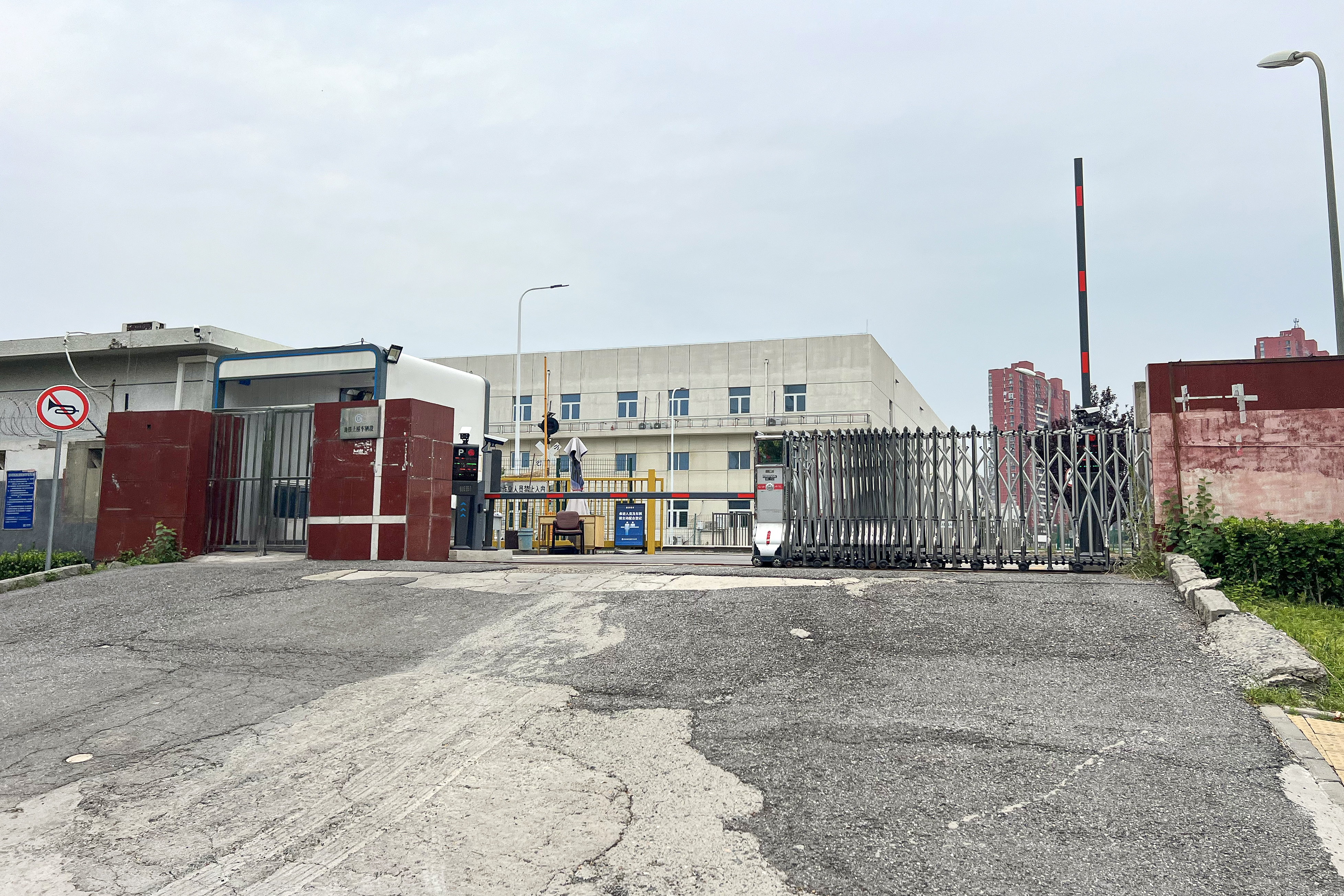
土桥车辆段东门，位于张采路

土桥车辆段是北京地铁八通线的一个车辆段，位于北京市通州区张家湾镇，占地23.9公顷，成立于2003年12月18日。土桥车辆段主要进行八通线列车的修理维护工作，也有供不使用的列车停车的停车场。